# Droge
En droge (fra fransk: drogue, aoptekervare, muligvis fra nederlandsk droog, tør) er en råvare, eventuelt delvist tilberedt, fra planter til fremstilling af lægemidler. Droger kan i sjældne tilfælde have animalsk oprindelse. En droge anvendes til at give organismen, der indtager drogen eller stoffer udvundet af drogen, en biologisk effekt, der ikke er ernæringsmæssig.
Tidligere anvendtes som droger produkter fundet i naturen (plantedele som blade, blomster, rødder, bark m.v.), men i dag anvedes som droger næsten udelukkende substanser, der er raffineret fra sådanne droger eller er fremstillet syntetisk.